# Durendal
Durendal (Durandal) är enligt myten riddar Rolands, markgreve av Bretagne, svärd. Det omnämns främst i det medeltida eposet Rolandssången. Där berättas också om dess magiska krafter och tillika heliga natur. Det personifierade svärdet framställs som en trogen vasall till Frankland, Karl den store, och dess storhet bevisas av de länder som Roland erövrat i Karls namn.
Durendal har övernaturliga krafter som säkerställs av de fyra helgonrelikerna som finns gömda i svärdets hjalt eller knapp. När Roland med risk för att förlora svärdet till de muslimska hedningarna försöker förstöra det genom att slå klingan mot en klipphäll tydliggörs svärdets styrka genom att det vägrar att gå sönder. De fyra helgonrelikerna är: Sankte Pärs tand, Sankt Basils blod, ett hår av Sankt Denis samt en frans av Moder Marias klädnad.
Namnet Durendal har samma ursprung som "endurance" uthållighet vilket indikerar att det är ett starkt och hållbart svärd.